# Acriano (Acre állam) labdarúgó-bajnokság (első osztály)
A Campeonato Acriano de Futebol, azaz a Acriano bajnokság, Acre állam professzionális labdarúgó bajnoksága, amit 1919-ben hoztak létre, igaz az első professzionális bajnokságot 1989-ben rendezték. A bajnokság első körében a 8 csapat kétszer mérkőzik egymással. Az utolsó helyezett csapat búcsúzik és a 2ª Divisão-ban folytatja a következő évben, míg a csoportok első négy helyezett csapata a rájátszásban, kieséses alapon dönt a bajnoki cím sorsáról. Az állami bajnokság győztese nem kvalifikálja magát az országos bajnokságba, viszont a CBF feljuttathat csapatokat.

## Az eddigi győztesek

### Amatőr időszak
Campeonato Riobranquense de Futebol (CRF)
| Év   | Bajnok                      | Második                 |
| ---- | --------------------------- | ----------------------- |
| 1919 | Rio Branco (1) (Rio Branco) | Ypiranga (Rio Branco)   |
| 1920 | Ypiranga (1) (Rio Branco)   | Rio Branco (Rio Branco) |

Liga Acreana de Esportes Terrestres (LAET)
| Év   | Bajnok                             | Második                        |
| ---- | ---------------------------------- | ------------------------------ |
| 1921 | Rio Branco (2) (Rio Branco)        | Ypiranga (Rio Branco)          |
| 1922 | nem rendezték meg                  | nem rendezték meg              |
| 1923 | nem rendezték meg                  | nem rendezték meg              |
| 1924 | nem rendezték meg                  | nem rendezték meg              |
| 1925 | nem rendezték meg                  | nem rendezték meg              |
| 1926 | nem rendezték meg                  | nem rendezték meg              |
| 1927 | nem rendezték meg                  | nem rendezték meg              |
| 1928 | Rio Branco (3) (Rio Branco)        | Ypiranga (Rio Branco)          |
| 1929 | nem rendezték meg                  | nem rendezték meg              |
| 1930 | Athlética Militar (1) (Rio Branco) | Athlética Acreana (Rio Branco) |
| 1931 | nem rendezték meg                  | nem rendezték meg              |
| 1932 | nem rendezték meg                  | nem rendezték meg              |
| 1933 | nem rendezték meg                  | nem rendezték meg              |
| 1934 | nem rendezték meg                  | nem rendezték meg              |
| 1935 | Rio Branco (4) (Rio Branco)        | América (Rio Branco)           |
| 1936 | Rio Branco (5) (Rio Branco)        | América (Rio Branco)           |
| 1937 | Rio Branco (6) (Rio Branco)        | América (Rio Branco)           |
| 1938 | Rio Branco (7) (Rio Branco)        | Militar (Rio Branco)           |
| 1939 | Rio Branco (8) (Rio Branco)        | Comercial (Rio Branco)         |
| 1940 | Rio Branco (9) (Rio Branco)        |                                |
| 1941 | Rio Branco (10) (Rio Branco)       |                                |
| 1942 | Duque de Caxias (1) (Rio Branco)   | Rio Branco (Rio Branco)        |
| 1943 | Rio Branco (11) (Rio Branco)       |                                |
| 1944 | Rio Branco (12) (Rio Branco)       |                                |
| 1945 | Rio Branco (13) (Rio Branco)       |                                |
| 1946 | Rio Branco (14) (Rio Branco)       | América (Rio Branco)           |

Federação Acreana de Desportos (FAD)
| Év   | Bajnok                                                                                                 | Második                                                                                       |
| ---- | --- | --------------------------------------------------------------------------------------------- |
| 1947 | Rio Branco (15) (Rio Branco)                                                                           | Fortaleza (Rio Branco)                                                                        |
| 1948 | América (1) (Rio Branco)                                                                               | Rio Branco (Rio Branco)                                                                       |
| 1949 | América (2) (Rio Branco)                                                                               | Rio Branco (Rio Branco)                                                                       |
| 1950 | Rio Branco (16) (Rio Branco)                                                                           | Independência (Rio Branco)                                                                    |
| 1951 | Rio Branco (17) (Rio Branco)                                                                           | América (Rio Branco)                                                                          |
| 1952 | Atlético Acreano (1) (Rio Branco)                                                                      | Rio Branco (Rio Branco)                                                                       |
| 1953 | Atlético Acreano (2) (Rio Branco)                                                                      | América (Rio Branco)                                                                          |
| 1954 | Independência (1) (Rio Branco)                                                                         | Rio Branco (Rio Branco)                                                                       |
| 1955 | Rio Branco (18) (Rio Branco)                                                                           | Independência (Rio Branco)                                                                    |
| 1956 | Rio Branco (19) (Rio Branco)                                                                           | Independência (Rio Branco)                                                                    |
| 1957 | Rio Branco (20) (Rio Branco)                                                                           | Independência (Rio Branco)                                                                    |
| 1958 | Independência (2) (Rio Branco)                                                                         | Rio Branco (Rio Branco)                                                                       |
| 1959 | Independência (3) (Rio Branco)                                                                         | Rio Branco (Rio Branco)                                                                       |
| 1960 | Rio Branco (21) (Rio Branco)                                                                           | Independência (Rio Branco)                                                                    |
| 1961 | Rio Branco (22) (Rio Branco)                                                                           | Atlético Acreano (Rio Branco)                                                                 |
| 1962 | Rio Branco (23) (Rio Branco) (Területi bajnokság) Atlético Acreano (3) (Rio Branco) (Állami bajnokság) | Atlético Acreano (Rio Branco) (Területi bajnokság) Rio Branco (Rio Branco) (Állami bajnokság) |
| 1963 | Independência (4) (Rio Branco)                                                                         | Vasco da Gama (Rio Branco)                                                                    |
| 1964 | Rio Branco (24) (Rio Branco)                                                                           | Vasco da Gama (Rio Branco)                                                                    |
| 1965 | Vasco da Gama (1) (Rio Branco)                                                                         | Rio Branco (Rio Branco)                                                                       |
| 1966 | Juventus (1) (Rio Branco)                                                                              | Independência (Rio Branco)                                                                    |
| 1967 | Grêmio Sampaio (1) (Rio Branco)                                                                        | Vasco da Gama (Rio Branco)                                                                    |
| 1968 | Atlético Acreano (4) (Rio Branco)                                                                      | Juventus (Rio Branco)                                                                         |
| 1969 | Juventus (2) (Rio Branco)                                                                              | Independência (Rio Branco)                                                                    |
| 1970 | Independência (5) (Rio Branco)                                                                         | Juventus (Rio Branco)                                                                         |
| 1971 | Rio Branco (25) (Rio Branco)                                                                           | Independência (Rio Branco)                                                                    |
| 1972 | Independência (6) (Rio Branco)                                                                         | Juventus (Rio Branco)                                                                         |
| 1973 | Rio Branco (26) (Rio Branco)                                                                           | Internacional (Rio Branco)                                                                    |
| 1974 | Independência (7) (Rio Branco)                                                                         | Rio Branco (Rio Branco)                                                                       |
| 1975 | Juventus (3) (Rio Branco)                                                                              | Rio Branco (Rio Branco)                                                                       |
| 1976 | Juventus (4) (Rio Branco)                                                                              | Atlético Acreano (Rio Branco)                                                                 |
| 1977 | Rio Branco (27) (Rio Branco)                                                                           | Atlético Acreano (Rio Branco)                                                                 |
| 1978 | Juventus (5) (Rio Branco)                                                                              | Rio Branco (Rio Branco)                                                                       |
| 1979 | Rio Branco (28) (Rio Branco)                                                                           | Juventus (Rio Branco)                                                                         |
| 1980 | Juventus (6) (Rio Branco)                                                                              | Independência (Rio Branco)                                                                    |
| 1981 | Juventus (7) (Rio Branco)                                                                              | Atlético Acreano (Rio Branco)                                                                 |
| 1982 | Juventus (8) (Rio Branco)                                                                              | Independência (Rio Branco)                                                                    |
| 1983 | Rio Branco (29) (Rio Branco)                                                                           | Atlético Acreano (Rio Branco)                                                                 |
| 1984 | Juventus (9) (Rio Branco)                                                                              | Independência (Rio Branco)                                                                    |
| 1985 | Independência (8) (Rio Branco)                                                                         | Juventus (Rio Branco)                                                                         |
| 1986 | Rio Branco (30) (Rio Branco)                                                                           | Juventus (Rio Branco)                                                                         |
| 1987 | Atlético Acreano (5) (Rio Branco)                                                                      | Juventus (Rio Branco)                                                                         |
| 1988 | Independência (9) (Rio Branco)                                                                         | Rio Branco (Rio Branco)                                                                       |

### Professzionális időszak
Federação de Futebol do Acre (FFAC)
| Év   | Bajnok                                    | Második                               |
| ---- | ----------------------------------------- | ------------------------------------- |
| 1989 | Juventus (10) (Rio Branco)                | Rio Branco (Rio Branco)               |
| 1990 | Juventus (11) (Rio Branco)                | Atlético Acreano (Rio Branco)         |
| 1991 | Atlético Acreano (6) (Rio Branco)         | Juventus (Rio Branco)                 |
| 1992 | Rio Branco (31) (Rio Branco)              | Independência (Rio Branco)            |
| 1993 | Independência (10) (Rio Branco)           | Senador Guiomard (Senador Guiomard)   |
| 1994 | Rio Branco (32) (Rio Branco)              | Juventus (Rio Branco)                 |
| 1995 | Juventus (12) (Rio Branco)                | Rio Branco (Rio Branco)               |
| 1996 | Juventus (13) (Rio Branco)                | Rio Branco (Rio Branco)               |
| 1997 | Rio Branco (33) (Rio Branco)              | Independência (Rio Branco)            |
| 1998 | Independência (11) (Rio Branco)           | Rio Branco (Rio Branco)               |
| 1999 | Vasco da Gama (2) (Rio Branco)            | Independência (Rio Branco)            |
| 2000 | Rio Branco (34) (Rio Branco)              | Independência (Rio Branco)            |
| 2001 | Vasco da Gama (3) (Rio Branco)            | Rio Branco (Rio Branco)               |
| 2002 | Rio Branco (35) (Rio Branco)              | Vasco da Gama (Rio Branco)            |
| 2003 | Rio Branco (36) (Rio Branco)              | Vasco da Gama (Rio Branco)            |
| 2004 | Rio Branco (37) (Rio Branco)              | Juventus (Rio Branco)                 |
| 2005 | Rio Branco (38) (Rio Branco)              | Senador Guiomard (Senador Guiomard)   |
| 2006 | Senador Guiomard (1) (Senador Guiomard)   | Rio Branco (Rio Branco)               |
| 2007 | Rio Branco (39) (Rio Branco)              | Andirá (Rio Branco)                   |
| 2008 | Rio Branco (40) (Rio Branco)              | Juventus (Rio Branco)                 |
| 2009 | Juventus (14) (Rio Branco)                | Rio Branco (Rio Branco)               |
| 2010 | Rio Branco (41) (Rio Branco)              | Náuas (Cruzeiro do Sul)               |
| 2011 | Rio Branco (42) (Rio Branco)              | Plácido de Castro (Plácido de Castro) |
| 2012 | Rio Branco (43) (Rio Branco)              | Atlético Acreano (Rio Branco)         |
| 2013 | Plácido de Castro (1) (Plácido de Castro) | Rio Branco (Rio Branco)               |
| 2014 | Rio Branco (44) (Rio Branco)              | Atlético Acreano (Rio Branco)         |
| 2015 | Rio Branco (45) (Rio Branco)              | Galvez (Rio Branco)                   |
| 2016 | Atlético Acreano (7) (Rio Branco)         | Rio Branco (Rio Branco)               |
| 2017 | Atlético Acreano (8) (Rio Branco)         | Rio Branco (Rio Branco)               |
| 2018 | Rio Branco (46) (Rio Branco)              | Galvez (Rio Branco)                   |

## Legsikeresebb csapatok
| Csapat            | Város             | Bajnok |
| ----------------- | ----------------- | --- |
| Rio Branco        | Rio Branco        | 46 (1919, 1921, 1928, 1935, 1936, 1937, 1938, 1939, 1940, 1941, 1943, 1944, 1945, 1946, 1947, 1950, 1951, 1955, 1956, 1957, 1960, 1961, 1962*, 1964, 1971, 1973, 1977, 1979, 1983, 1986, 1992, 1994, 1997, 2000, 2002, 2003, 2004, 2005, 2007, 2008, 2010, 2011, 2012, 2014, 2015, 2018) |
| Juventus          | Rio Branco        | 14 (1966, 1969, 1975, 1976, 1978, 1980, 1981, 1982, 1984, 1989, 1990, 1995, 1996, 2009) |
| Independência     | Rio Branco        | 11 (1954, 1958, 1959, 1963, 1970, 1972, 1974, 1985, 1988, 1993, 1998) |
| Atlético Acreano  | Rio Branco        | 8 (1952, 1953, 1962*, 1968, 1987, 1991, 2016, 2017) |
| Vasco da Gama     | Rio Branco        | 3 (1965, 1999, 2001) |
| América           | Rio Branco        | 2 (1948, 1949) |
| Plácido de Castro | Plácido de Castro | 1 (2013) |
| Senador Guiomard  | Senador Guiomard  | 1 (2006) |
| Grêmio Sampaio    | Rio Branco        | 1 (1967) |
| Duque de Caxias   | Rio Branco        | 1 (1942) |
| Athlética Militar | Rio Branco        | 1 (1930) |
| Ypiranga          | Rio Branco        | 1 (1920) |